# Ardillières
Ardillières é uma comuna francesa na região administrativa da Nova Aquitânia, no departamento de Charente-Maritime. Estende-se por uma área de 15,7 km². Em 2010 a comuna tinha 865 habitantes (densidade: 55,1 hab./km²).